# هذه الأيدي (فلم)
هذه الأيدي (بالإنجليزية: These Hands) هو فيلم وثائقي تنزاني صدر عام 1992 من إنتاج وإخراج فلورا أمبوغو شيلينغ.

## القصّة
يُصوّر الفيلم كفاح امرأةٍ موزمبيقيةٍ في منجمٍ محلي وهي المُصمِّمَة على إحداث فرقإ رغم كل الصعاب.